# Giulio Cesare Vanini

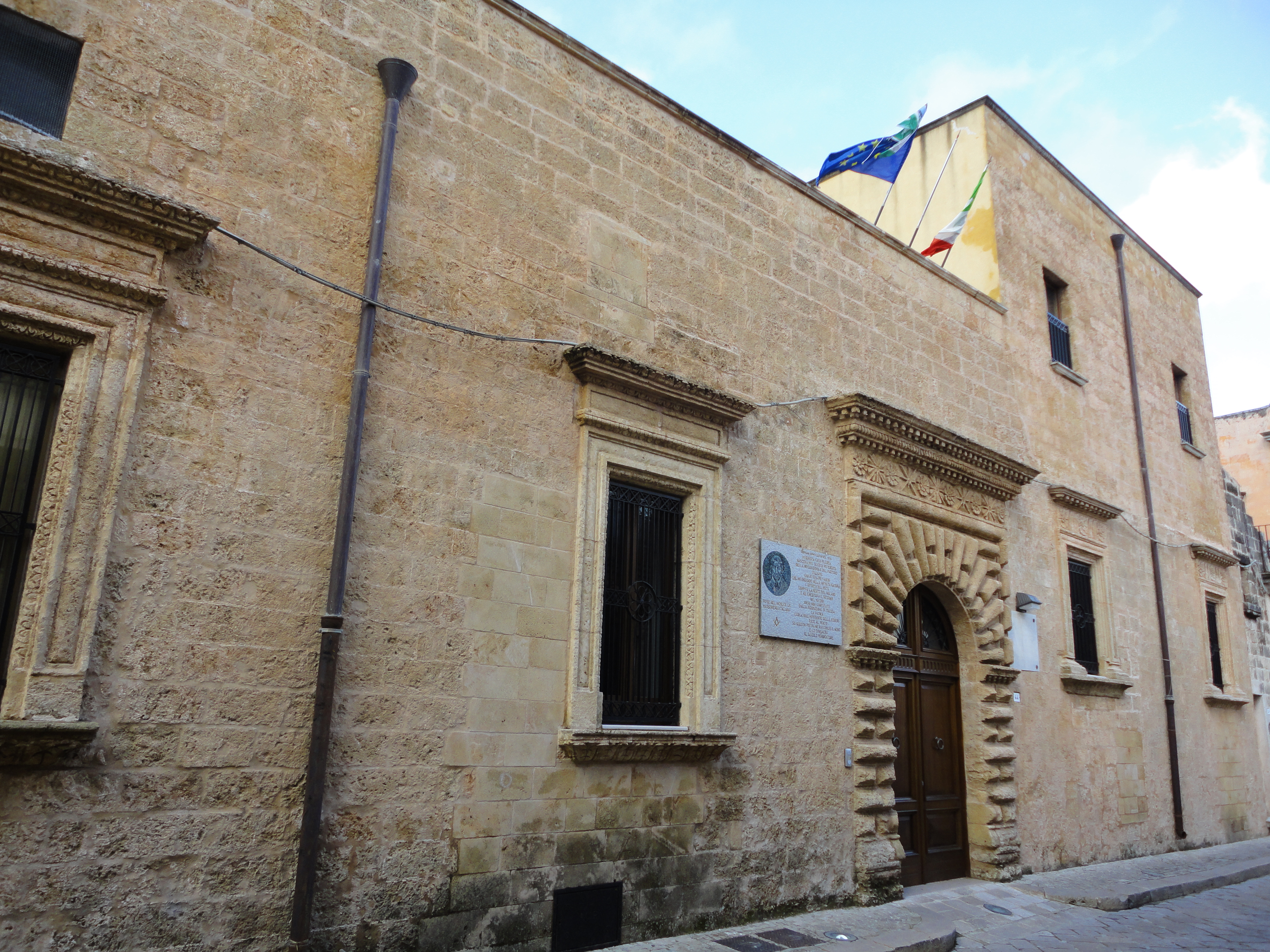
Rodný dům Vaniniho v městě Taurisano

Giulio Cesare Vanini neboli Lucilio Vanini (1585 Taurisano, provincie Lecce – 9. února 1619 Toulouse) byl italský renesanční filosof, jenž hlásal naturalistický panteismus. Pro své svobodomyslné názory byl pronásledován a nakonec byl upálen pro bezbožnost.

## Život
Narodil se v lednu 1585 v městečku Taurisano (jihovýchodní Itálie, provincie Lecce) do rodiny bohatého úředníka. V roce 1603 vstoupil do karmelitánského řádu a přijal řádové jméno Gabriel. Studoval právo, filozofii a teologii na univerzitách v Neapoli a v Padově. Svými názory a politickými postoji vzbudil nelibost svých řádových představených, generál karmelitánského řádu ho v roce 1612 odvolal z Padovy, chystal se ho disciplinárně potrestat a přeložit do odlehlého kláštera.
V témže roce Vanini s pomocí anglického vyslance v Benátkách uprchl do Anglie, v červenci 1612 vystoupil z katolické církve a přijal anglikánskou víru. Později však obnovil styky s katolickou církví a požádal papeže o omilostnění a o zproštění příslušnosti ke karmelitánskému řádu. V roce 1614 byl zatčen na příkaz arcibiskupa z Canterbury (mimo jiné pro obvinění ze styků s vězněnými katolíky), ale podařilo se mu z vězení i z Anglie uprchnout.
V Paříži se v létě 1614 přihlásil k zásadám tridentského koncilu, aby dokázal upřímnost svého návratu ke katolické víře. Poté navštívil Řím a žil několik měsíců v Janově, kde soukromě učil filozofii. Když však v lednu 1615 inkvizice zatkla jeho přítele a Vanini se bál stejného osudu, odešel do Lyonu, kde vydal práci Amphitheatrum, která byla formálně zaměřena proti ateismu a měla Vaniniho očistit v očích inkvizice.
Později se vrátil opět do Paříže, kde hledal ochranu ve svobodomyslných kruzích francouzské šlechty. Zde v prostředí relativní intelektuální svobody v roce 1616 vydal panteisticky laděnou práci De admirandis naturae. Kniha měla veliký úspěch, ale teologická fakulta Sorbonny toto dílo odsoudila k veřejnému spálení.
Vanini odešel z Paříže, pobýval na několika místech a nakonec se uchýlil do Toulouse, kde byl v roce 1618 zatčen a v únoru 1619 odsouzen k trestu smrti pro bezbožnost. Dne 9. února 1619 mu kat nejprve vytrhl jazyk, pak byl Vanini upálen a popel byl rozmetán do větru. Dle některých zdrojů ho těsně před upálením kat oběsil.:s.85 Na místě popravy je v Toulouse umístěna pamětní deska.

## Dílo, myšlenky
Z Vaniniho díla se zachovaly dva latinské spisy:
- Amphitheatrum aeternae providentiae divino-magicum, christiano-physicum, nec non astrologo-catholicum adversus veteres philosophos, Atheos, Epicureos, Peripateticos et Stoicos [Božsko–magické, křesťansko–fyzikální, jakož i astrologicko–katolické divadlo věčné prozřetelnosti proti starým filozofům, ateistům, epikurejcům, peripatetikům a stoikům], 1615. Dostupné online

Jde o 50 kapitol, v nichž se s velkou výmluvností vykládá učení filozofických směrů, které jsou uvedeny v názvu práce, tedy některých antických i novějších filozofů, ateistů, epikurejců, peripatetiků a stoiků. Tato učení jsou sice zároveň vyvracena, ale za použití dosti slabých argumentů.

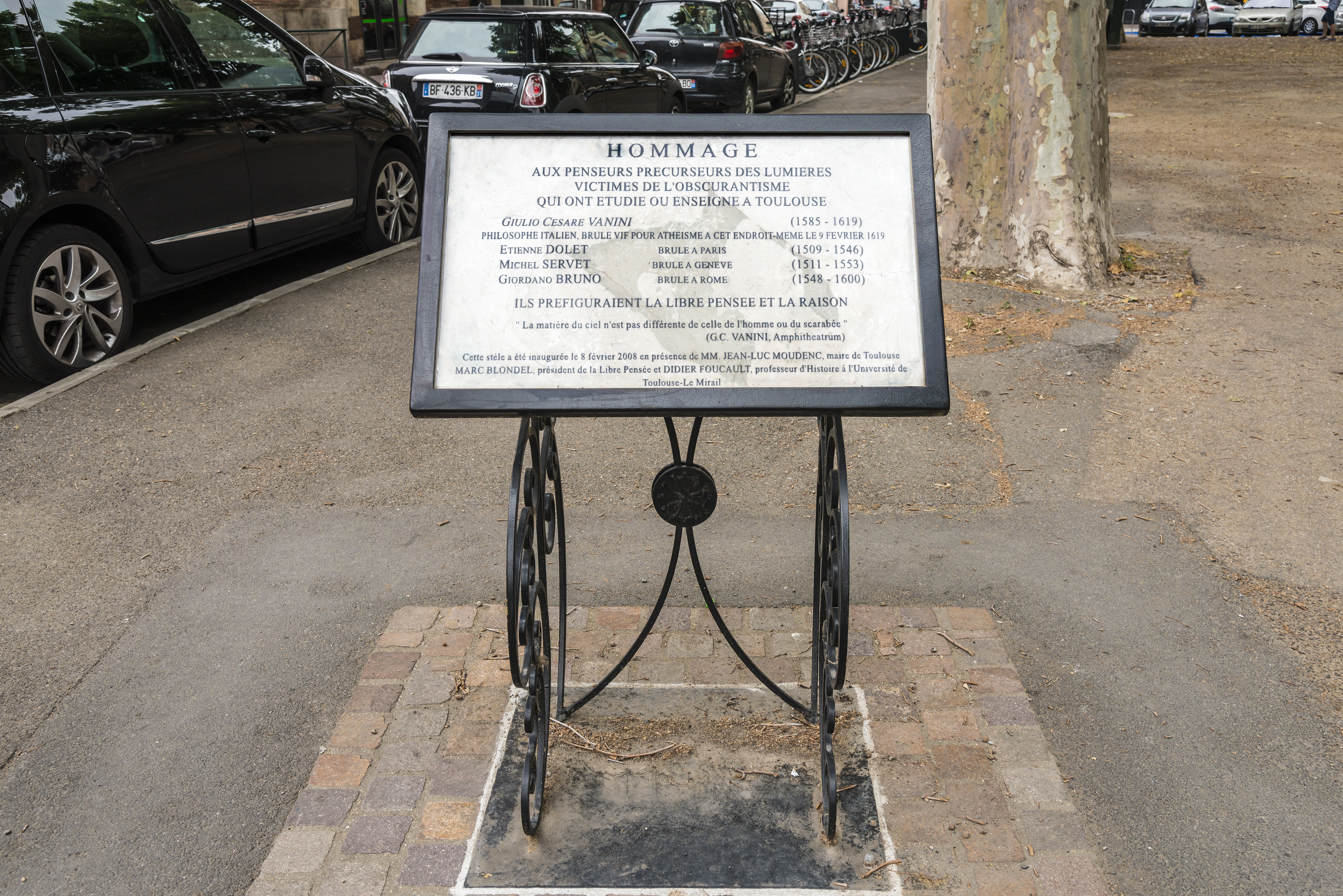
Pamětní deska umístěná na místě Vaniniho popravy, Toulouse

- De admirandis naturae reginae deaeque mortalium arcanis libri quatuor [O obdivuhodných tajemstvích přírody, královny a bohyně smrtelníků, knihy čtyři], 1616. Dostupné online

Vanini byl silně ovlivněn učením aristotelika Pietra Pomponazziho, jehož nazýval svým božským učitelem, vliv na něho měly i spisy G. Cardana. Z aristotelismu vyvodil v uvedené práci naturalistický panteismus. Hlásal věčnost hmotného světa. Bůh je včleněn do přírody, je považován za sílu, která proniká světem jako jeho zákonitost, božská síla je ztotožněna se zákonitým děním. Člověk se svou duševní výbavou je závislý na vlivu podnebí, výživy, dědičnosti, avšak i na působení hvězd. Ctnosti a neřesti vyplývají rovněž z fyzických podmínek lidského života.
Kniha neobsahuje příliš hluboké úvahy, jsou to spíše lehké nápady. Ve formě dialogu jsou probírána vědecká zkoumání o různých fyzikálních a přírodně-historických námětech, přičemž není vždy zcela zřejmé, jaké je skutečné přesvědčení Vaniniho. V knize nalezneme i ujištění, že autor by tomu nebo onomu názoru věřil, kdyby nebyl vychován v křesťanské víře. Tyto pravověrné deklarace však teology nepřesvědčily. Dílo bylo odsouzeno a římskokatolická církev zařadila v roce 1620 spis De admirandis naturae na Index zakázaných knih.

## Význam
Vanini bývá považován za průkopníka svobodného myšlení, který postavil rozum proti víře a středověké scholastické tradici. Jeho myšlenky byly v lecčems blízké názorům Giordana Bruna, s nímž měl i podobný osud. Hegel označil oba tyto myslitele za mučedníky filozofie. Hölderlin připomněl Vaniniho památku básní, kterou později zhudebnil Josef Matthias Hauer.